# Marcin Kamieniecki
Marcin Kamieniecki herbu Pilawa (zm. 14 marca 1530) – hetman polny koronny (1520–1528), od 1508 dworzanin królewski Zygmunta Starego, od 1511 podkomorzy sanocki, w latach 1520–1528, wojewoda podolski od 1515, po zmarłym bracie Janie kasztelanie lwowskim od 1512.

## Życiorys
Był synem Henryka Kamienieckiego i Katarzyny z Pieniążków, młodszym bratem hetmana wielkiego koronnego Mikołaja Kamienieckiego.
Żona Jadwiga Sienieńska z Oleska herbu Dębno, (córka Piotra Sienieńskiego z Oleska i Katarzyny z Buczackich (Mużyłów) h. Habdank). Miał z nią dzieci: Barbarę, Elżbietę Kamieniecką i Jana Kamienieckiego.
Był teściem Mikołaja Mniszcha (1484–1553) – przybyłego z Wielkich Kończyc z Moraw podkomorzego wielkiego koronnego, męża jego córki Barbary Mniszech z Kamienieckich (zm. ok. 1569).
Był dziadkiem Jerzego Mniszcha, wojewody sandomierskiego, i pradziadkiem Maryny Mniszchównej, carycy, żony Dymitra Samozwańca.
W 1508 wziął udział w III wojnie litewsko-rosyjskiej, w obozie pod Smoleńskiem został mianowany podkomorzym sanockim.
W 1509 pod rozkazami swojego brata wziął udział w kampanii w Mołdawii, walczył w bitwie pod Chocimiem.
28 kwietnia 1512 odznaczył się w bitwie pod Łopusznem z Tatarami, za co otrzymał pismo gratulacyjne od króla Zygmunta I Starego.
Był rotmistrzem obrony potocznej.
W 1516 rozbił kilka czambułów tatarskich pod Potokiem, w okolicy Trembowii, Podhajec i Wiśniowca. (Bielski pod datą 1516 r. pisze: Marcin Kamieniecki, wojewoda podolski, ze Stanisławem Lanckorońskim i Janem Tworowskim złączywszy się, na piećset Tatarów u Podhajec natrafili, którzy widząc, iż im przyszło gardło dać, męznie się bili, siekli, a po tym od naszych są pobici)
2 sierpnia 1519 wojska polsko-litewskie pod wodzą hetmana wielkiego litewskiego Konstantego Ostrogskiego, marszałka wielkiego koronnego Stanisława Chodeckiego i Marcina Kamienieckiego, poniosły druzgocącą klęskę. Z rąk Tatarów w bitwie pod Sokalem uwolniono wziętych w jasyr. 17 kwietnia 1520 M. Kamieniecki został dowódcą wojsk na ziemiach ruskich obrony potocznej (hetmanem polnym koronnym).
Zgromadził olbrzymi majątek. W darowiźnie od króla otrzymał dobra w ziemi lwowskiej i podolskiej. W 1516 r. wybudował zamek w miejscowości Załoźce. Był właścicielem wsi na Podolu (m.in. kupił Podkamień od następcy fundatora Wincentego Cebrowskiego), i wielu miejscowości w ziemi sanockiej. W 1521 r. Książ Wielki i 7 wsi sprzedał Janowi Tęczyńskiemu za 5500 florenów. Jego własnością był m.in. zamek w Odrzykoniu, na temat którego obradował sejm piotrkowski w latach 1527–1528 Seweryn Boner, któremu Kamieniecki był dłużny prawie 10 tys. florenów, zamierzał zająć strategicznie położony nad granicą zamek, co wzbudziło opór szlachty, ponieważ rościciel był stronnikiem Habsburgów. Jednak udało się Kamienieckiemu obronić posiadłość i w niej 12 marca 1528 podejmował wygnanego z Węgier króla Jana Zapolyę.
Zmarł 15 marca 1530. Został pochowany w kaplicy Kmitów w Katedrze wawelskiej. Pozostawił nieletniego syna Jana i wdowę Jadwigę Sienieńską.
Po śmierci ojca, Seweryn Boner, wytoczył procesy 6-letniemu Janowi Kamienieckiemu o zwrot długu. Sprawa przeciągnęła się do 1558 r. Kamienieccy w wyniku tych rozpraw stracili w 1593 r. niższy Zamek kamieniecki w Odrzykoniu koło Krosna.